# Ernst Scherzer (Skirennläufer)
Ernst Scherzer (* 5. Oktober 1937 in Schöneck/Vogtl.) ist ein ehemaliger deutscher Skirennläufer. Neben Eberhard Riedel gehört er zu den erfolgreichsten alpinen Skisportlern der DDR.

## Biografie
Scherzer startete seit 1955 für den Verein SC Traktor Oberwiesenthal, wo er von Joachim Loos trainiert wurde. 1958 gewann er im Riesenslalom den ersten seiner insgesamt elf Titel als DDR-Meister. Bei seinem internationalen Debüt stürzte er im Januar 1958 im Abfahrtslauf von Kitzbühel 150 Meter nach dem Start. Er startete bei den Weltmeisterschaften in Bad Gastein, wo er in der Abfahrt den 34. Platz, im Slalom den 42. Platz und in der Kombination den 24. Platz belegte. In der Kombination in Wengen 1959 belegte er den 14. Platz und beim Kandaharrennen in Garmisch-Partenkirchen den 7. Platz. Durch seine Leistungen im Winter 1959/60 in den Rennen in Adelboden, Wengen und Kitzbühel gelang ihm die Qualifikation für die gemeinsame deutsche Mannschaft für die Olympischen Winterspiele in Squaw Valley, wo er jedoch als Ersatzmann ohne Einsatz blieb.
Seine besten Platzierungen in internationalen Rennen waren der dritte Platz in einem FIS-A-Slalom im Kleinwalsertal 1963 und ein zweiter Platz bei einem Riesenslalom in Lanersbach im Zillertal 1965. Bei den Olympischen Winterspielen 1964 in Innsbruck erreichte er im Slalom den 13. Platz.
Scherzers Karriere als aktiver Skirennfahrer endete abrupt, als 1969 aufgrund eines Grundsatzbeschlusses in der DDR die Förderung des alpinen Rennsports eingestellt wurde. In der Folge wurde er Trainer und war ab 1976 als Wachs-Experte der DDR-Skisprung-Nationalmannschaft tätig. Von Juli 1977 bis 1989 lieferte er als „IM Berg“ Informationen über Athleten und Funktionärskollegen an das Ministerium für Staatssicherheit der DDR. Er lebt in Oberwiesenthal.
Er war mit Heidi Schuffenhauer (1940–2017), einer ehemaligen Rennrodlerin verheiratet, die im Juniorenbereich gemeinsam mit dem späteren Olympiasieger Thomas Köhler im Mixed-Doppel startete.